# Favorinus tsuruganus
Favorinus tsuruganus is een slakkensoort uit de familie van de Facelinidae. De wetenschappelijke naam van de soort is voor het eerst geldig gepubliceerd in 1964 door Baba & Abe.